# Municipio de Secord
El municipio de Secord (en inglés: Secord Township) es un municipio ubicado en el condado de Gladwin en el estado estadounidense de Míchigan. En el año 2010 tenía una población de 1151 habitantes y una densidad poblacional de 18,9 personas por km².

## Geografía
El municipio de Secord se encuentra ubicado en las coordenadas 44°3′11″N 84°19′43″O / 44.05306, -84.32861. Según la Oficina del Censo de los Estados Unidos, el municipio tiene una superficie total de 60.89 km², de la cual 57,05 km² corresponden a tierra firme y (6,3 %) 3,84 km² es agua.

## Demografía
Según el censo de 2010, había 1151 personas residiendo en el municipio de Secord. La densidad de población era de 18,9 hab./km². De los 1151 habitantes, el municipio de Secord estaba compuesto por el 97,74 % blancos, el 0,43 % eran afroamericanos, el 0,61 % eran amerindios, el 0,17 % eran asiáticos, el 0,17 % eran de otras razas y el 0,87 % eran de una mezcla de razas. Del total de la población el 0,78 % eran hispanos o latinos de cualquier raza.